# Doug Basham
Doug Basham, född 12 maj 1971, är en professionell amerikansk fribrottare. Han arbetar idag som vakt åt ECW-ledaren Paul Heyman. 

## Fribrottarkarriär
Doug Basham debuterade 1993 och slutade 2009. Hans smeknamn har varit "The Hired Gun", "Superstar of Superstars", "Superstar", "The Machine", ”All-American”, "Co-Secretary of Defense" och "The Bash-Man". I ringen utbildades Doug Basham av Nightmare Danny Davis.